# Juan Lara
Pour les articles homonymes, voir Lara.
Juan Manuel Tavares Lara, né le 26 janvier 1981 à Azua en République dominicaine, est un joueur dominicain de baseball évoluant dans la Ligue majeure de baseball avec les Cleveland Indians de 2006 à 2007. 

## Carrière

### Professionnelle
Recruté par les Cleveland Indians en 1999 comme agent libre, Juan Lara évolue dans les clubs-écoles de cette franchise : Dominican Indians (1999–2001), Burlington Indians (2002), Mahoning Valley Scrappers (2003), Lake County Captains (2003), Kinston Indians (2004–2005), Akron Aeros (2005–2006) et Buffalo Bisons (2006). Il joue comme lanceur partant jusqu'en 2003, puis devient lanceur de relève.
Il fait ses débuts en ligue majeure le 8 septembre 2006 face aux Chicago White Sox et parvient à ne concéder aucun point lors de sept de ses neuf apparitions avec les Indians en septembre 2006.
Lara n'a pas la même réussite lors de la saison 2007. Il ne joue qu'un seul match avec les Indians et concède deux points en affrontant quatre batteurs ; il est reversé en Triple-A chez les Buffalo Bisons.
Victime d'un accident de la circulation touchant ses vertèbres le 24 novembre 2007, Juan Lara ne rejoue qu'en 2008 et est reversé en ligue mineure. Il est libéré par les Indians en fin de saison.

## Statistiques
- En saison régulière

| Saison     | Équipe    | Ligue | G  | V | D | SV | IP  | SO | ERA   |
| ---------- | --------- | ----- | -- | - | - | -- | --- | -- | ----- |
| 2006       | Cleveland | MLB   | 9  | 0 | 0 | 0  | 5   | 2  | 1,80  |
| 2007       | Cleveland | MLB   | 1  | 0 | 0 | 0  | 1,3 | 2  | 13,50 |
| Totaux MLB |           |       | 10 | 0 | 0 | 0  | 6,3 | 4  | 4,26  |